# Naturschutzgebiet Kluterthöhle und Bismarckhöhle

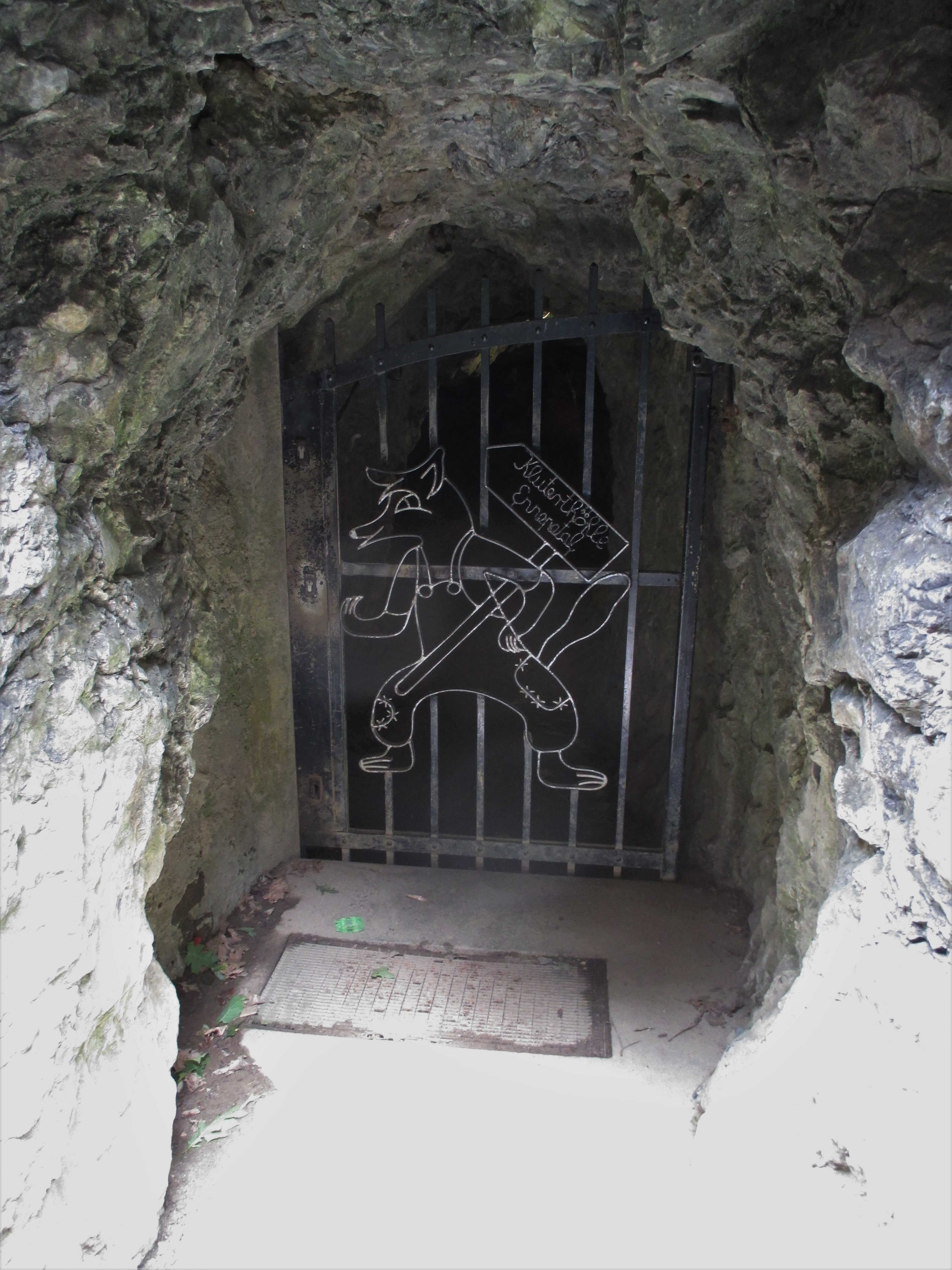
Eingang zur Kluterhöhle

Das Naturschutzgebiet Kluterthöhle und Bismarckhöhle mit einer Flächengröße von 18,65 ha befindet sich auf dem Gebiet der Stadt Ennepetal in Nordrhein-Westfalen. Das Naturschutzgebiet (NSG) wurde erstmals 1937 ausgewiesen. 1964 und 1999 erfolgten erneute Ausweisungen. 1999 geschah dies mit dem Landschaftsplan Raum Ennepetal / Gevelsberg / Schwelm des Ennepe-Ruhr-Kreises durch den Kreistag des Ennepe-Ruhr-Kreises. Das Naturschutzgebiet Gevelsberger Stadtwald liegt nahe dem Nordende des NSG.

## Gebietsbeschreibung
Im NSG liegt im Untergrund des Klutertberges ein Spalthöhlensystem mit Kluterthöhle und Bismarckhöhle in einer etwa 12 m mächtigen Riffkalkschicht des Oberen Mitteldevons. Die Kluterthöhle gilt mit 5500 m Gesamtlänge in über 300 Gängen als längste Naturhöhle Deutschlands. Die Bismarckhöhle ist wesentlich kleiner. Kleinflächig sind im NSG ehemalige Kalksteinbrüche zu finden. Kalkfelsen mit einer entsprechenden Vegetation befinden sich besonders nahe der Bergkuppe des Klutertberges. An der Bergkuppe und kleinflächig im unteren Hangbereich ist ein Kalk-Buchenwald vorhanden. Der Rest des Waldes, auf mehr sauer reagierenden Böden, trägt meist jungem bis mittelalten Eichen-Buchenwald. Ältere Bäume sind nur lokal vorhanden. Im nördlichen Teil des NSG befinden sich brach gefallene Grünlandbereiche.
Die Höhlen im NSG, die eine konstante Temperatur von 10 °C aufweisen, habe eine Bedeutung als Überwinterungsquartier für Fledermäuse. Insgesamt wurden in den Höhlen 208 Tierarten nachgewiesen, von denen heute allerdings mehrere nicht mehr nachgewiesen werden können.

## Schutzzweck
Das NSG wurde insbesondere zur Erhaltung von Lebensgemeinschaften und Lebensstätten wildlebender Tierarten, insbesondere innerhalb der Höhlen als Naturschutzgebiet ausgewiesen.